# Давід Ді Мікеле
Давід Ді Мікеле (італ. David Di Michele, нар. 6 січня 1976, Гуідонія-Монтечеліо) — італійський футболіст, що грав на позиції нападника за низку італійських клубних команд і національну збірну Італії.
По завершенні ігрової кар'єри — тренер. З 2018 року працює з юнаькими командами клубу «Фрозіноне».

## Клубна кар'єра
Народився 6 січня 1976 року в місті Гуідонія-Монтечеліо. Вихованець футбольної школи клубу «Лодіджані». Дорослу футбольну кар'єру розпочав 1993 року в основній команді того ж клубу, в якій провів три сезони, взявши участь у 43 матчах третього італійського дивізіону.
Протягом 1996—1998 років захищав кольори друголігової «Фоджі», звідки був запрошений до «Салернітани», у складі якої в сезоні 1998/99 дебютував в іграх Серії A. Щоправда за результатами сезону команда не зберегла місце в елітному дивізіоні, і наступні два сезони Ді Мікеле грав за неї у другому дивізіоні.
Влітку 2001 року повернувся до вищолігового футболу, уклавши контракт з «Удінезе». Згодом протягом двох сезонів грав на правах оренди за «Реджину», після чого повернувся до команди з Удіне. На початку 2006 року за орієнтовні 5 мільйонів євро перебрався до «Палермо». У березні 2007 року був отштрафований і відсторонений на три місяці від футболу через гру на тоталізаторі. Відбувши покарання, влітку того ж 2007 року уклав чотирирічний контракт з «Торіно», який сплатив за трансфер нападника 3,5 мільйони євро.
Згодом більшу частину сезону 2008/09 провів в Англії, граючи на умовах оренди за місцевий вищоліговий «Вест Гем Юнайтед», куди його запросив італійський тренер Джанфранко Дзола. Попри непогану статистику гравця англійський клуб вирішив не викупати його контракт по завершенні оренди.
Після повернення з оренди відіграв за «Торіно», який на той момент змагався вже у Серії B лише півроку, після чого перейшов до іншої друголігової команди, «Лечче». Допоміг новій команді здобути підвищення в класі до вищого дивізіону, в якому відіграв за неї два сезони. Згодом ще половину сезону провів в елітному дивізіоні за «К'єво».
На початку 2013 року повернувся до «Реджини», кольори якої захищав спочатку у другому, а згодом і в третьому дивізіонах італійського футболу, а завершив ігрову кар'єру в іншій третьоліговій команді «Лупа Рома», за яку виступав протягом 2015—2016 років.

## Виступи за збірну
Навесні 2005 року дебютував в офіційних матчах у складі національної збірної Італії, вийшовши на заміну на другий тайм товариської гри проти ісландців. Протягом наступних двох років ще п1ять разів виходив на поле в офіційних матчах італійської збірної.

## Кар'єра тренера
По завершенні кар'єри гравця 2016 року залишився у структурі клубу «Лупа Рома» на посаді асистента головного тренера, згодом очолював тренерський штаб цієї нижчолігової команди.
2018 року перебирається до структури клубу «Фрозіноне», в якому опікується юнацькими командами.

## Статистика виступів

### Статистика клубних виступів
| Сезон                   | Команда                 | Чемпіонат               | Чемпіонат | Чемпіонат | Національний кубок | Національний кубок | Національний кубок | Континентальні кубки | Континентальні кубки | Континентальні кубки | Інші змагання | Інші змагання | Інші змагання | Усього | Усього |
| Сезон                   | Команда                 | Ліга                    | Ігор      | Голів     | Ліга               | Ігор               | Голів              | Ліга                 | Ігор                 | Голів                | Ліга          | Ігор          | Голів         | Ігор   | Голів  |
| ----------------------- | ----------------------- | ----------------------- | --------- | --------- | ------------------ | ------------------ | ------------------ | -------------------- | -------------------- | -------------------- | ------------- | ------------- | ------------- | ------ | ------ |
| 1993–94                 | «Лодіджані»             | C1                      | 7         | 0         | КІ-C               | ?                  | ?                  | -                    | -                    | -                    | -             | -             | -             | 7+     | 0+     |
| 1994–95                 | «Лодіджані»             | C1                      | 16        | 0         | КІ-C               | 1                  | 0                  | -                    | -                    | -                    | -             | -             | -             | 17     | 0      |
| 1995–96                 | «Лодіджані»             | C1                      | 20        | 6         | КІ-C               | ?                  | ?                  | -                    | -                    | -                    | -             | -             | -             | 20     | 6      |
| Усього за «Лодіджані»   | Усього за «Лодіджані»   | Усього за «Лодіджані»   | 43        | 6         |                    | 1                  | 0                  |                      | -                    | -                    |               | -             | -             | 44     | 6      |
| 1996–97                 | «Фоджа»                 | B                       | 36        | 6         | КІ                 | 1                  | 0                  | -                    | -                    | -                    | -             | -             | -             | 37     | 6      |
| 1997–98                 | «Фоджа»                 | B                       | 32        | 7         | КІ                 | 2                  | 1                  | -                    | -                    | -                    | -             | -             | -             | 34     | 8      |
| Усього за «Фоджу»       | Усього за «Фоджу»       | Усього за «Фоджу»       | 68        | 13        |                    | 3                  | 1                  |                      | -                    | -                    |               | -             | -             | 71     | 14     |
| 1998–99                 | «Салернітана»           | A                       | 26        | 3         | КІ                 | 1                  | 0                  | -                    | -                    | -                    | -             | -             | -             | 27     | 3      |
| 1999–00                 | «Салернітана»           | B                       | 36        | 23        | КІ                 | 4                  | 6                  | -                    | -                    | -                    | -             | -             | -             | 40     | 29     |
| 2000–01                 | «Салернітана»           | B                       | 30        | 14        | КІ                 | 5                  | 2                  | -                    | -                    | -                    | -             | -             | -             | 35     | 16     |
| Усього за «Салернітану» | Усього за «Салернітану» | Усього за «Салернітану» | 92        | 40        |                    | 10                 | 8                  |                      | -                    | -                    | -             | -             | -             | 102    | 48     |
| 2001–02                 | «Удінезе»               | A                       | 25        | 5         | КІ                 | 5                  | 4                  | -                    | -                    | -                    | -             | -             | -             | 30     | 9      |
| 2002–03                 | «Реджина»               | A                       | 34+2      | 7         | КІ                 | 3                  | 0                  | -                    | -                    | -                    | -             | -             | -             | 39     | 7      |
| 2003–04                 | «Реджина»               | A                       | 28        | 8         | КІ                 | 4                  | 3                  | -                    | -                    | -                    | -             | -             | -             | 32     | 11     |
| 2004–05                 | «Удінезе»               | A                       | 37        | 15        | КІ                 | 6                  | 6                  | КУЄФА                | 2                    | 0                    | -             | -             | -             | 45     | 21     |
| 2005-січ. 2006          | «Удінезе»               | A                       | 16        | 3         | КІ                 | 1                  | 0                  | ЛЧ                   | 6                    | 0                    | -             | -             | -             | 23     | 3      |
| Усього за «Удінезе»     | Усього за «Удінезе»     | Усього за «Удінезе»     | 78        | 23        |                    | 12                 | 10                 |                      | 8                    | 0                    |               | -             | -             | 98     | 33     |
| січ.-черв. 2006         | «Палермо»               | A                       | 19        | 7         | КІ                 | 4                  | 0                  | КУЄФА                | 0                    | 0                    | -             | -             | -             | 23     | 7      |
| 2006–07                 | «Палермо»               | A                       | 29        | 9         | КІ                 | 0                  | 0                  | КУЄФА                | 4                    | 1                    | -             | -             | -             | 33     | 10     |
| Усього за «Палермо»     | Усього за «Палермо»     | Усього за «Палермо»     | 48        | 16        |                    | 4                  | 0                  |                      | 4                    | 1                    |               | -             | -             | 56     | 17     |
| 2007–08                 | «Торіно»                | A                       | 25        | 6         | КІ                 | 1                  | 0                  | -                    | -                    | -                    | -             | -             | -             | 26     | 6      |
| серп.-вер. 2008         | «Торіно»                | A                       | 0         | 0         | КІ                 | 1                  | 1                  | -                    | -                    | -                    | -             | -             | -             | 1      | 1      |
| вер. 2008–09            | «Вест Гем Юнайтед»      | ПЛ                      | 30        | 4         | КА+КЛ              | 3+1                | 0                  | -                    | -                    | -                    | -             | -             | -             | 34     | 4      |
| 2009-лют. 2010          | «Торіно»                | B                       | 18        | 4         | КІ                 | 1                  | 0                  | -                    | -                    | -                    | -             | -             | -             | 19     | 4      |
| Усього за «Торіно»      | Усього за «Торіно»      | Усього за «Торіно»      | 43        | 10        |                    | 3                  | 1                  |                      | -                    | -                    |               | -             | -             | 46     | 11     |
| лют.-черв. 2010         | «Лечче»                 | B                       | 19        | 3         | КІ                 | -                  | -                  | -                    | -                    | -                    | -             | -             | -             | 19     | 3      |
| 2010–11                 | «Лечче»                 | A                       | 23        | 8         | КІ                 | 0                  | 0                  | -                    | -                    | -                    | -             | -             | -             | 23     | 8      |
| 2011–12                 | «Лечче»                 | A                       | 29        | 11        | КІ                 | 1                  | 0                  | -                    | -                    | -                    | -             | -             | -             | 30     | 11     |
| Усього за «Лечче»       | Усього за «Лечче»       | Усього за «Лечче»       | 71        | 22        |                    | 1                  | 0                  |                      | -                    | -                    |               | -             | -             | 72     | 22     |
| 2012-січ. 2013          | «К'єво»                 | A                       | 11        | 1         | КІ                 | 2                  | 1                  | -                    | -                    | -                    | -             | -             | -             | 13     | 2      |
| січ.-черв. 2013         | «Реджина»               | B                       | 18        | 7         | КІ                 | -                  | -                  | -                    | -                    | -                    | -             | -             | -             | 18     | 7      |
| 2013–14                 | «Реджина»               | B                       | 32        | 8         | КІ                 | 1                  | 0                  | -                    | -                    | -                    | -             | -             | -             | 33     | 8      |
| 2014–15                 | «Реджина»               | ЛП                      | 17+1      | 4         | КІ+КІ-ЛП           | 1+0                | 0                  | -                    | -                    | -                    | -             | -             | -             | 19     | 4      |
| Усього за «Реджину»     | Усього за «Реджину»     | Усього за «Реджину»     | 129+3     | 34        |                    | 9                  | 3                  |                      | -                    | -                    |               | -             | -             | 141    | 37     |
| 2015–16                 | «Лупа Рома»             | ЛП                      | 8         | 1         | КІ-ЛП              | -                  | -                  | -                    | -                    | -                    | -             | -             | -             | 8      | 1      |
| Усього за кар'єру       | Усього за кар'єру       | Усього за кар'єру       | 621+3     | 170       |                    | 49                 | 24                 |                      | 12                   | 1                    |               | -             | -             | 685    | 195    |

### Статистика виступів за збірну
| Дата      | Місто    | Господарі | Результат | Гості                | Турнір            | Голи | Примітки |
| --------- | -------- | --------- | --------- | -------------------- | ----------------- | ---- | -------- |
| 30-3-2005 | Падуя    | Італія    | 0 – 0     | Ісландія             | товариський матч  | -    | 46'      |
| 8-6-2005  | Торонто  | Італія    | 1 – 1     | Сербія та Чорногорія | товариський матч  | -    | 67'      |
| 11-6-2005 | Нью-Йорк | Італія    | 1 – 1     | Еквадор              | товариський матч  | -    | 67'      |
| 16-8-2006 | Ліворно  | Італія    | 0 – 2     | Хорватія             | товариський матч  | -    | 58'      |
| 2-9-2006  | Неаполь  | Італія    | 1 – 1     | Литва                | Відбір до ЧЄ 2008 | -    | 87'      |
| 6-9-2006  | Париж    | Франція   | 3 – 1     | Італія               | Відбір до ЧЄ 2008 | -    | 54'      |
| Усього    |          | Матчів    | 6         |                      | Голів             | 0    |          |

## Титули і досягнення
- Найкращий бомбардир Кубка Італії (1):

1999-2000 (6)